# 5e cérémonie des Golden Horse Film Festival and Awards
La 5e cérémonie des Golden Horse Film Festival a eu lieu en 1967.

## Meilleur film
- 我女若蘭
  - The Blue and the Black
  - Till the End of Time
  - Wife of a Romantic Scholar

## Meilleur réalisateur
Li Chia pour 我女若蘭

## Meilleur acteur
en:Ou Wei pour 故鄉劫

## Meilleure actrice dans un second rôle
Yu Chien pour The Blue and the Black